# リーガ・エスパニョーラ2002-2003
スペインのサッカー国内リーグであるリーガ・エスパニョーラの第72シーズンは、2002年8月31日から2003年6月22日に開催された。レアル・マドリードが、通算２９回目の優勝を果たした。

## 参加チーム
参加チームは20クラブ。昨シーズンのセグンダ・ディビシオンより昇格を果たしたのは、アトレティコ・マドリード（2年ぶり）、ラシン・サンタンデール（1年ぶり）、レクレアティーボ・ウェルバ（23年ぶり）の3クラブ。入れ替わりに降格したのは、UDラス・パルマス、CDテネリフェ、レアル・サラゴサ。

## シーズン前
2002年には、ワールドカップが行われ、ブラジルが優勝した。それで、レアル・マドリードは、世界の優秀選手を集めるという目標で、そこで活躍したロナウド選手を、インテルナツィオナーレ・ミラノとの２か月間の交渉の末、4500万ユーロで獲得した。これにより、前シーズンに獲得したジダンの他、ルイス・フィーゴ、ラウル・ゴンザレス、ロベルト・カルロスというスター選手がそろった。
一方、FCバルセロナは、ルイ・ファン・ハール監督を再就任させた。また、ここ数年の支出に見合う結果が出せなかった為、財政難に陥っていた。それで、リバウド選手（1997ー2002）をACミランに、1800万ユーロで移籍させた。その代わりに、アルゼンチンのフアン・ロマン・リケルメ選手（2002ー2005）、ガイスカ・メンディエタが組み入れられた。その他の選手は、大型スカウトをせず、地元からの若手起用となった。彼らは、アンドレス・イニエスタ、セルヒオ・ガルシア、フェルナンド・ナバーロ、GKビクトル・バルデスなどで、後々、活躍する選手となった。

## 経過
このシーズンは、前回の4上位チームの競争で始まり、期待が寄せられた。しかし、実際は、レアル・マドリードとレアル・ソシエダの間の争いとなり、予想外となった。レアル・マドリードは、ギャラクティコ（銀河系軍団）と称される花形選手を揃えており、最終日にアトレティック・ビルバオに、地元試合で勝利し、優勝を決めた。一方、レアル・ソシエダも、レイノー・ドゥヌエ監督の元、終始、優位を保ち、2位となった。
一方、FCバルセロナは低調で、ルイ・ファン・ハール監督は、1月末で解任となった。このような中、レアル・マドリードとの、クラシコ・ゲーム中、カンポ・ノウ・サッカー場で、フィーゴ選手に物が投げられるという出来事があった。FCバルセロナは、負け試合が続いたことで、シーズン中には15位になったこともあり、ジョアン・ガスパール会長は、3月初めに辞任した。そういう中であったが、FCバルセロナは、最終的には6位となった。
| チーム                         | スタジアム                                     | 収容人数 |
| ------------------------------ | ---------------------------------------------- | -------- |
| FCバルセロナ                   | カンプ・ノウ                                   | 98772    |
| レアル・マドリード             | エスタディオ・サンティアゴ・ベルナベウ         | 80352    |
| RCDエスパニョール              | エスタディ・オリンピック・リュイス・コンパニス | 55926    |
| アトレティコ・マドリード       | エスタディオ・ビセンテ・カルデロン             | 55005    |
| バレンシアCF                   | エスタディオ・デ・メスタージャ                 | 55000    |
| レアル・ベティス               | エスタディオ・マヌエル・ルイス・デ・ロペーラ   | 52132    |
| セビージャFC                   | エスタディオ・ラモン・サンチェス・ピスフアン   | 45500    |
| アスレティック・ビルバオ       | サン・マメス                                   | 39750    |
| デポルティーボ・ラ・コルーニャ | エスタディオ・デ・リアソール                   | 34600    |
| セルタ・デ・ビーゴ             | エスタディオ・デ・バライードス                 | 32500    |
| レアル・ソシエダ               | エスタディオ・アノエタ                         | 32200    |
| マラガCF                       | エスタディオ・ラ・ロサレーダ                   | 30044    |
| レアル・バリャドリード         | エスタディオ・ホセ・ソリージャ                 | 27846    |
| RCDマジョルカ                  | エスタディ・デ・ソン・モイシュ                 | 23142    |
| ビジャレアルCF                 | エスタディオ・デ・ラ・セラミカ                 | 23000    |
| ラシン・サンタンデール         | エスタディオ・エル・サルディネーロ             | 22400    |
| レクレアティーボ・ウェルバ     | エスタディオ・ヌエボ・コロンビーノ             | 19860    |
| デポルティーボ・アラベス       | エスタディオ・デ・メンディソロツァ             | 19840    |
| CAオサスナ                     | エスタディオ・エル・サダール                   | 19553    |
| ラージョ・バジェカーノ         | カンポ・デ・フトボル・デ・バジェカス           | 14505    |

## 順位
| 順位 | クラブ名                       | 勝点 | 勝 | 分 | 負 | 得点 | 失点 | 差  | 備考                                                  |
| ---- | ------------------------------ | ---- | -- | -- | -- | ---- | ---- | --- | ----------------------------------------------------- |
| 1    | レアル・マドリード             | 78   | 22 | 12 | 4  | 86   | 42   | +44 | UEFAチャンピオンズリーグ 2003-04 グループリーグ出場権 |
| 2    | レアル・ソシエダ               | 76   | 22 | 10 | 6  | 71   | 45   | +26 | UEFAチャンピオンズリーグ 2003-04 グループリーグ出場権 |
| 3    | デポルティーボ・ラ・コルーニャ | 72   | 22 | 6  | 10 | 67   | 47   | +20 | UEFAチャンピオンズリーグ 2003-04 3回戦出場権          |
| 4    | セルタ・デ・ビーゴ             | 61   | 17 | 10 | 11 | 45   | 36   | +9  | UEFAチャンピオンズリーグ 2003-04 3回戦出場権          |
| 5    | バレンシアCF                   | 60   | 17 | 9  | 12 | 56   | 35   | +21 | UEFAカップ 2003-04 1回戦出場権                        |
| 6    | FCバルセロナ                   | 56   | 15 | 11 | 12 | 63   | 47   | +16 | UEFAカップ 2003-04 1回戦出場権                        |
| 7    | アスレティック・ビルバオ       | 55   | 15 | 10 | 13 | 63   | 61   | +2  |                                                       |
| 8    | レアル・ベティス               | 54   | 14 | 12 | 12 | 56   | 53   | +3  |                                                       |
| 9    | RCDマジョルカ                  | 52   | 14 | 10 | 14 | 49   | 56   | -7  | UEFAカップ 2003-04 1回戦出場権                        |
| 10   | セビージャFC                   | 50   | 13 | 11 | 14 | 38   | 39   | -1  |                                                       |
| 11   | CAオサスナ                     | 47   | 12 | 11 | 15 | 40   | 48   | -8  |                                                       |
| 12   | アトレティコ・マドリード       | 47   | 12 | 11 | 15 | 51   | 56   | -5  |                                                       |
| 13   | マラガCF                       | 46   | 11 | 13 | 14 | 44   | 49   | -5  |                                                       |
| 14   | レアル・バリャドリード         | 46   | 12 | 10 | 16 | 37   | 40   | -3  |                                                       |
| 15   | ビジャレアルCF                 | 45   | 11 | 12 | 15 | 44   | 53   | -9  | UEFAインタートトカップ 2003 三回戦出場権              |
| 16   | ラシン・サンタンデール         | 44   | 13 | 5  | 20 | 54   | 64   | -10 | UEFAインタートトカップ 2003 二回戦出場権              |
| 17   | RCDエスパニョール              | 43   | 10 | 13 | 15 | 48   | 54   | -6  |                                                       |
| 18   | レクレアティーボ・ウェルバ     | 36   | 8  | 12 | 18 | 35   | 61   | -26 | セグンダ・ディビシオンに自動降格                      |
| 19   | デポルティーボ・アラベス       | 35   | 8  | 11 | 19 | 38   | 68   | -30 | セグンダ・ディビシオンに自動降格                      |
| 20   | ラージョ・バジェカーノ         | 32   | 7  | 11 | 20 | 31   | 62   | -31 | セグンダ・ディビシオンに自動降格                      |

1. ↑  “Florentino Pérez ficha a Ronaldo sobre la bocina”.   MARCA.COM. 2024年6月20日閲覧。
2. ↑  コパ・デル・レイ2002–03に優勝した為

## 賞

### ピチーチ賞
最も多く得点を挙げた選手にはピチーチ賞が贈られる。
| 順位 | 選手                         | 所属クラブ                     | 得点数 | PK数 |
| ---- | ---------------------------- | ------------------------------ | ------ | ---- |
| 1    | ロイ・マカーイ               | デポルティーボ・ラ・コルーニャ | 29     | 3    |
| 2    | ニハト・カフヴェジ           | レアル・ソシエダ               | 23     | 0    |
| 2    | ロナウド                     | レアル・マドリード             | 23     | 0    |
| 4    | ダルコ・コバチェビッチ       | レアル・ソシエダ               | 20     | 1    |
| 5    | ラウル・ゴンサレス           | レアル・マドリード             | 16     | 0    |
| 5    | パトリック・クライファート   | FCバルセロナ                   | 16     | 1    |
| 7    | フェルナンド・フェルナンデス | レアル・ベティス               | 15     | 3    |
| 7    | ハビ・ゲレーロ               | ラシン・サンタンデール         | 15     | 4    |
| 9    | ホセバ・エチェベリア         | アスレティック・ビルバオ       | 14     | 0    |
| 9    | イスマエル・ウルサイス       | アスレティック・ビルバオ       | 14     | 2    |
| 9    | サミュエル・エトオ           | RCDマジョルカ                  | 14     | 3    |
| 9    | ワルテル・パンディアーニ     | RCDマジョルカ                  | 14     | 5    |

### サモラ賞
平均失点数が最も低いゴールキーパーにはサモラ賞が贈られる。
| 順位 | 選手                         | クラブ                 | 試合 | 失点 | 失点率 |
| ---- | ---------------------------- | ---------------------- | ---- | ---- | ------ |
| 1    | パブロ・カバジェロ           | セルタ・デ・ビーゴ     | 34   | 28   | 0.79   |
| 2    | サンティアゴ・カニサレス     | バレンシアCF           | 29   | 27   | 0.93   |
| 3    | アントニオ・ナタリオ         | セビージャFC           | 37   | 36   | 0.97   |
| 4    | アルバノ・ビサーリ           | レアル・バリャドリード | 38   | 40   | 1.05   |
| 5    | リカルド・サンソル           | CAオサスナ             | 33   | 36   | 1.09   |
| 6    | イケル・カシージャス         | レアル・マドリード     | 38   | 46   | 1.11   |
| 7    | サンデル・ヴェステルフェルト | レアル・ソシエダ       | 37   | 45   | 1.22   |
| 8    | ペドロ・コントレラス         | マラガCF               | 34   | 44   | 1.29   |
| 9    | ペペ・レイナ                 | ビジャレアルCF         | 33   | 43   | 1.30   |
| 10   | トニ・プラッツ               | レアル・ベティス       | 38   | 53   | 1.39   |

### フェアプレー賞
1位レアル・マドリード、2位レアル・ソシエダ、3位デポルティーボ・ラ・コルーニャ